# 아플 정도로 그대가 넘치고 있어
〈아플 정도로 그대가 넘치고 있어〉(일본어: 痛いくらい君があふれているよ)는 일본의 밴드 ZARD의 30번째 싱글 앨범으로, 1999년 10월 14일 발매되었다. (8cm CD: JBDJ-1049) 작사는 사카이 이즈미가, 작곡과 편곡은 시오지리 켄지(シオジリケンジ)가 맡았다. 곡의 가사 부분에 랩 파트가 존재하는 ZARD의 유일한 곡이며, 8 cm CD 포맷으로 발매된 마지막 싱글 앨범이기도 하다. 이 곡은 네슬레 닛폰의 NESCAFE moment 광고 삽입곡으로 사용되었다.
싱글은 오리콘 주간 싱글차트에서 5위에 올랐고, 6주간 차트에 머물렀다.

## 수록곡
| #            | 제목                                                                  | 작사          | 작곡          | 편곡              | 재생 시간 |
| ------------ | --------------------------------------------------------------------- | ------------- | ------------- | ----------------- | --------- |
| 1.           | 〈〈아플 정도로 그대가 넘치고 있어〉〉 (痛いくらい君があふれているよ) | 사카이 이즈미 | 시오지리 켄지 | 시오지리 켄지     | 4:49      |
| 2.           | 〈〈아플 정도로 그대가 넘치고 있어〉〉 (Re-Mix)                       | 사카이 이즈미 | 시오지리 켄지 | FAST ALVY / ME-YA | 5:11      |
| 3.           | 〈〈아플 정도로 그대가 넘치고 있어〉〉 (Original Karaoke)             |               |               |                   | 9:33      |
| 총 재생 시간 | 총 재생 시간                                                          | 총 재생 시간  | 총 재생 시간  | 총 재생 시간      | 19:33     |